# Kết quả chi tiết giải bóng đá nữ vô địch quốc gia 2010
Kết quả chi tiết giải bóng đá nữ vô địch quốc gia 2010 (Tên chính thức là: Giải bóng đá nữ vô địch quốc gia - Cúp Cánh Buồm Đỏ 2010, đặt tên theo nhà tài trợ) là kết quả chi tiết giải đấu bóng đá lần thứ 13 của Giải vô địch bóng đá nữ Việt Nam do VFF tổ chức và Công ty cổ phần dinh dưỡng Hồng Hà tài trợ.

## Địa điểm thi đấu
- Lượt đi diễn ra tại Sân vận động Hà Nam, Thành phố Phủ Lý, Tỉnh Hà Nam.
- Lượt về diễn ra tại Sân vận động Thống Nhất, Quận 10, Thành phố Hồ Chí Minh.

## Bảng xếp hạng

### Bảng tổng sắp
| TT | Đội                   | Trận | Thắng | Hòa | Thua | BT | BB | Điểm |
| 1  | Tp.Hồ Chí Minh        | 10   | 6     | 3   | 1    | 15 | 4  | 21   |
| 2  | Hà Nội Tràng An 1     | 10   | 4     | 5   | 1    | 15 | 7  | 17   |
| 3  | TKS Việt Nam          | 10   | 4     | 5   | 1    | 13 | 9  | 17   |
| 4  | Phong Phú Hà Nam      | 10   | 4     | 2   | 4    | 9  | 11 | 14   |
| 5  | Hà Nội Tràng An 2     | 10   | 1     | 3   | 5    | 7  | 13 | 6    |
| 6  | Gang Thép Thái Nguyên | 10   | 0     | 4   | 6    | 8  | 22 | 4    |

## Kết quả chi tiết
Giải bóng đá nữ Vô địch Quốc gia 2010 với sự tham dự của 6 đội bóng gồm: Hà Nội Tràng An 1, Hà Nội Tràng An II, Phong Phú Hà Nam, Than Khoáng sản Việt Nam, Thành phố Hồ Chí Minh và Gang thép Thái Nguyên sẽ chính thức khởi tranh vào đúng ngày Quốc tế phụ nữ 8/3/2010. Nhằm đảm bảo các cầu thủ nữ có cơ hội được thi đấu nhiều trận, nâng cao trình độ chuyên môn, Ban tổ chức giải tiếp tục áp dụng phương thức thi đấu vòng tròn 2 lượt để tính điểm xếp hạng. Theo lịch thi đấu, các trận lượt đi sẽ diễn ra từ ngày 8/3 đến ngày 26/3/2010 trên Sân vận động Hà Nam, Tỉnh Hà Nam. Các trận lượt về sẽ khởi động vào ngày 9/6 và kết thúc vào ngày 26/6/2010 trên Sân vận động Thống Nhất, Thành phố Hồ Chí Minh.

### Vòng 1
| Phong Phú Hà Nam | 2–1      | Gang Thép Thái Nguyên                                                           |
| --- | -------- | ------------------------------------------------------------------------------- |
| Văn Thị Thanh (7) 5' · Lê Thu Thanh Hương (10) 32' · Nguyễn Thị khánh Thu (20) 13' · Bùi Thị Như (6) 62' · Đàm Thị Hải Sâm (24) 63' | Chi tiết | Nguyễn Hải Hoà (2) 63' · Nguyễn Hài Hoà (2) 62' · Nguyễn Thị Thu Huyền (27) 81' |

| Than Khoáng Sản Việt Nam                       | 1–0      | Thành phố Hồ Chí Minh        |
| ---------------------------------------------- | -------- | ---------------------------- |
| Vũ Thị Ngân (23) 83' · Lê Thị Thương (9) 90+2' | Chi tiết | Lê Thị Thuý Loan (2) 14' 90' |

| Hà Nội Tràng An 2     | 1–2      | Hà Nội Tràng An 1              |
| --------------------- | -------- | ------------------------------ |
| Hồ Thị Quỳnh (12) 24' | Chi tiết | Vũ Thị Huyền Linh (7) 63', 64' |

### Vòng 2
| Than Khoáng Sản Việt Nam                    | 1–0      | Phong Phú Hà Nam                                       |
| ------------------------------------------- | -------- | ------------------------------------------------------ |
| Vũ Thị Lành (14) 61' · Đặng Thị Lý (19) 54' | Chi tiết | Văn Thị Thanh (7) 56' · Nguyễn Thị Kim Thoa (19) 90+2' |

| Hà Nội Tràng An 2                              | 1–1      | Gang Thép Thái Nguyên                                |
| ---------------------------------------------- | -------- | ---------------------------------------------------- |
| Nguyễn Thị Đăng (10) 15' · Bùi Thị Lan (2) 38' | Chi tiết | Lương Thị Xuyến (7) 73' · Trần Thị Thuý Nga (22) 89' |

| Thành phố Hồ Chí Minh | 0–0      | Hà Nội Tràng An 1 |
| --------------------- | -------- | ----------------- |
|                       | Chi tiết |                   |

### Vòng 3
| Phong Phú Hà Nam                             | 1–0      | Hà Nội Tràng An 2 |
| -------------------------------------------- | -------- | ----------------- |
| Văn Thị Thanh (7) 17' · Trần Thị Thu (8) 90' | Chi tiết |                   |

| Gang Thép Thái Nguyên                          | 0–3      | Thành phố Hồ Chí Minh |
| ---------------------------------------------- | -------- | --- |
| Lương Thị Đào (10) 53' · Chu Thị Hằng (16) 80' | Chi tiết | Đoàn Thị Kim Chi (14) 30', 72' · Nguyễn Thị Thu Trang (27) 90+2' · Trần Nguyễn Bảo Châu (18) 39' · Phan Lệ Ái Duyên (21) 85' |

| Hà Nội Tràng An 1 | 3–2      | Than Khoáng Sản Việt Nam |
| --- | -------- | --- |
| Nguyễn Thị Ngọc Anh (15) 6' · Nguyễn Thị Minh Nguyệt (9) 23', 83' · Vũ Thị Nhung (21) 33' · Đỗ Thị Thu Trang (24) 76' | Chi tiết | Nguyễn Thị Hạnh (13) 26' · Lê Thị Hiền (8) 81' · Phạm Hoàng Quỳnh (22) 26' · Nguyễn Thị Hạnh (13) 51' · Nhiêu Thuỳ Linh (33) 64' |

### Vòng 4
| Thành phố Hồ Chí Minh | 3–1      | Hà Nội Tràng An 2        |
| --- | -------- | ------------------------ |
| Nguyễn Thu Trang (27) 6' · Đoàn Thị Kim Chi (14) 37' · Ngô Thị Hạnh (8) 45' · Ngô Thị Hạnh (8) 69' · Trần Thị Hồng Lĩnh (6) 61' | Chi tiết | Nguyễn Thị Đăng (10) 62' |

| Than Khoáng Sản Việt Nam   | 2–2      | Gang Thép Thái Nguyên                                   |
| -------------------------- | -------- | ------------------------------------------------------- |
| Lê Thị Thương (9) 56', 70' | Chi tiết | Nguyễn Hương Giang (19) 62' · Lương Thị Xuyến (7) 90+3' |

| Hà Nội Tràng An 1                                                                                                | 0–0      | Phong Phú Hà Nam    |
| --- | -------- | ------------------- |
| Đào Thị Miện (5) 76' · Nguyễn Thị Ngọc Anh (15) 78' · Nguyễn Thị Thành (11) 85' · Nguyễn Thị Minh Nguyệt (9) 86' | Chi tiết | Bùi Thị Như (6) 87' |

### Vòng 5
| Hà Nội Tràng An 2        | 0–0      | Than Khoáng Sản Việt Nam       |
| ------------------------ | -------- | ------------------------------ |
| Nguyễn Thị Đăng (10) 42' | Chi tiết | Đặng Phạm Hoàng Quỳnh (22) 57' |

| Gang Thép Thái Nguyên                          | 1–1      | Hà Nội Tràng An 1 |
| ---------------------------------------------- | -------- | --- |
| Lương Thị Xuyến (7) 9' · Chu Thị Hằng (16) 31' | Chi tiết | Vũ Thị Nhung (21) 52' · Đào Thị Miện (5) 24' · Nguyễn Thị Ngọc Anh (15) 90+1' · Nguyễn Thị Nga (3) 90+3' · Dương Thị Phương Thảo (23) 85' |

| Phong Phú Hà Nam | 0–1      | Thành phố Hồ Chí Minh     |
| ---------------- | -------- | ------------------------- |
|                  | Chi tiết | Đoàn Thị Kim Chi (14) 63' |

### Vòng 6
| Thành phố Hồ Chí Minh                              | 2–0      | Gang Thép Thái Nguyên                                                         |
| -------------------------------------------------- | -------- | ----------------------------------------------------------------------------- |
| Đoàn Thị Kim Chi (14) 21' · Ngô Thị Hạnh (8) 45+1' | Chi tiết | Nguyễn Hương Giang (19) 33' · Lương Thị Đào (10) 53' · Đoàn Thị Nam (9) 90+1' |

| Hà Nội Tràng An 1                                                                                               | 3–0      | Hà Nội Tràng An 2 |
| --- | -------- | ----------------- |
| Nguyễn Thị Minh Nguyệt (9) 11' · Vũ Thị Huyền Ninh (7) 35' · Nguyễn Thị Muôn (12) 40' · Dương Thị Bình (14) 69' | Chi tiết |                   |

| Phong Phú Hà Nam                                                                                             | 0–0      | Than Khoáng Sản Việt Nam |
| --- | -------- | ------------------------ |
| Trần Thị Thu Thảo (19) 45' · Trần Thị Kim Hồng (7) 50' · Trịnh Ngọc Hoa (20) 58' · Phan Lệ Ái Duyên (21) 87' | Chi tiết | Lê Thị Hoài Thu (11) 33' |

### Vòng 7
| Phong Phú Hà Nam | 0–4      | Hà Nội Tràng An 1 |
| ---------------- | -------- | --- |
|                  | Chi tiết | Nguyễn Thị Minh Nguyệt (9) 15' · Phạm Thị Hằng (17) 15' (ph.l.n) · Nguyễn Thị Muôn (12) 49' · Nguyễn Thị Ngọc Anh (15) 69' |

| Hà Nội Tràng An 2    | 0–0      | Thành phố Hồ Chí Minh |
| -------------------- | -------- | --------------------- |
| Vũ Thị Giang (5) 75' | Chi tiết | Ngô Thị Hạnh (8) 57'  |

| Gang Thép Thái Nguyên                                                               | 2–4      | Than Khoáng Sản Việt Nam                                                                         |
| ----------------------------------------------------------------------------------- | -------- | ------------------------------------------------------------------------------------------------ |
| Trần Thị Thúy Nga (22) 59' · Nguyễn Thị Kim Thoa (19) 80' · Bùi Thị Phượng (21) 44' | Chi tiết | Nguyễn Thị Hạnh (13) 31' · Bùi Thị Phượng (21) 36' · Vũ Thị Ngân (23) 78' · Lưu Thị Mai (20) 85' |

### Vòng 8
| Thành phố Hồ Chí Minh                                  | 1–1      | Than Khoáng Sản Việt Nam                                                           |
| ------------------------------------------------------ | -------- | ---------------------------------------------------------------------------------- |
| Trần Thị Hồng Lĩnh (6) 69' · Nguyễn Thu Trang (27) 87' | Chi tiết | Bùi Thị Phượng (21) 89' · Nguyễn Thị Hạnh (13) 59' · Nguyễn Thị Thanh Hảo (30) 81' |

| Hà Nội Tràng An 2                                                             | 2–1      | Phong Phú Hà Nam                             |
| ----------------------------------------------------------------------------- | -------- | -------------------------------------------- |
| Nguyễn Thị Hòa (11) 6' · Nguyễn Thị Huế (18) 74' · Nguyễn Thị Hương (9) 90+2' | Chi tiết | Trần Thị Thu (8) 17' · Văn Thị Thanh (7) 28' |

| Hà Nội Tràng An 1              | 1–1      | Gang Thép Thái Nguyên                                                                                   |
| ------------------------------ | -------- | --- |
| Nguyễn Thị Minh Nguyệt (9) 64' | Chi tiết | Hoàng Minh Thu (14) 25' · Nguyễn Hải Hòa (2) 32' · Bùi Thị Thu Trang (11) 37' · Vũ Thị Nhung (25) 90+5' |

### Vòng 9
| Than Khoáng Sản Việt Nam | 0–0      | Hà Nội Tràng An 1              |
| ------------------------ | -------- | ------------------------------ |
|                          | Chi tiết | Nguyễn Thị Minh Nguyệt (9) 37' |

| Thành phố Hồ Chí Minh | 3–0      | Phong Phú Hà Nam                                 |
| --- | -------- | ------------------------------------------------ |
| Trần Nguyễn Bảo Châu (18) 19' · Huỳnh Như (47) 39' · Đoàn Thị Kim Chi (14) 62' · Phan Lệ Ái Duyên (21) 45' · Lê Thị Thúy Loan (2) 83' · Lê Thị Vui (15) 86' | Chi tiết | Trần Thị Thu (8) 7' · Nguyễn Thị Nguyệt (11) 59' |

| Gang Thép Thái Nguyên   | 0–2      | Hà Nội Tràng An 2                                                              |
| ----------------------- | -------- | ------------------------------------------------------------------------------ |
| Lương Thị Xuyến (7) 45' | Chi tiết | Nguyễn Thị Hương (9) 75' · Nguyễn Thị Đăng (10) 78' · Nguyễn Thị Hương (8) 27' |

### Vòng 10
| Than Khoáng Sản Việt Nam                                                    | 2–1      | Hà Nội Tràng An 2        |
| --------------------------------------------------------------------------- | -------- | ------------------------ |
| Lê Thị Hoài Thu (11) 51' · Vũ Thị Lành (14) 76' · Phạm Hoàng Quỳnh (22) 14' | Chi tiết | Nguyễn Thị Hương (9) 15' |

| Gang Thép Thái Nguyên | 0–4      | Phong Phú Hà Nam |
| --------------------- | -------- | --- |
| Chu Thị Hằng (16) 57' | Chi tiết | Nguyễn Thị Nguyệt (11) 30' · Văn Thị Thanh (7) 36', 84' · Phạm Thị Huế (14) 86' · Trần Thị Hồng Nhung (12) 8' · Văn Thị Thanh (7) 11' · Đỗ Thị Hải Anh (9) 45' |

| Hà Nội Tràng An 1                                         | 1–2      | Thành phố Hồ Chí Minh |
| --------------------------------------------------------- | -------- | --- |
| Nguyễn Thị Muôn (12) 45+1' · Nguyễn Thị Ngọc Anh (15) 88' | Chi tiết | Nguyễn Thị Kim Loan (26) 63' · Trần Thị Kim Hồng (7) 90' · Lê Thị Vui (15) 65' · Trần Nguyễn Bảo Châu (18) 76' · Trịnh Ngọc Hoa (20) 78' |

## Kết quả tổng hợp
- Đội vô địch: Tp.Hồ Chí Minh
- Đội hạng nhì: Hà Nội Tràng An 1
- Đội thứ ba: TKS Việt Nam
- Giải phong cách: Hà Nội Tràng An 2
- Cầu thủ xuất sắc nhất: Trần Thị Kim Hồng (7-Tp.Hồ Chí Minh)
- Cầu thủ ghi nhiều bàn thắng nhất: Đoàn Thị Kim Chi (14-Tp.Hồ Chí Minh), 6 bàn.
- Thủ môn xuất sắc nhất:Dương Thị Khánh Ly (25-Hà Nội Tràng An 2).
- Trận đấu có số khán giả đến sân đông nhất: 12.000 người vào ngày 26 tháng 3 năm 2010 giữa hai đội Phong Phú Hà Nam gặp Thành phố Hồ Chí Minh trên sân vận động Hà Nam.

| Tổng hợp chi tiết | Tổng hợp chi tiết | Tổng hợp chi tiết | Tổng hợp chi tiết | Tổng hợp chi tiết |
| ----------------- | ----------------- | ----------------- | ----------------- | ----------------- |
| Vòng đấu          | Số bàn thắng      | Khán giả          | Thẻ vàng          | Thẻ đỏ            |
| 1                 | 7                 | 14.000            | 6                 | 1                 |
| 2                 | 3                 | 17.000            | 5                 | 0                 |
| 3                 | 9                 | 16.500            | 10                | 0                 |
| 4                 | 8                 | 17.000            | 7                 | 0                 |
| 5                 | 3                 | 17.000            | 6                 | 1                 |
| 6                 | 5                 | 800               | 9                 | 0                 |
| 7                 | 10                | 400               | 3                 | 0                 |
| 8                 | 7                 | 350               | 8                 | 0                 |
| 9                 | 5                 | 450               | 8                 | 0                 |
| 10                | 10                | 900               | 9                 | 0                 |
| Kết quả           | 67                | 84.400            | 71                | 2                 |